# Dessau-Roßlau
Dessau-Roßlau je město ve středním Německu, v Sasku-Anhaltsku. Leží na řekách Labe a Mulda. V roce 2017 zde žilo přibližně 80 tisíc obyvatel. Roku 2023 zde byla otevřena nová synagoga (původní z roku 1908 byla vypálena v noci z 10. na 11. listopadu 1938, bezprostředně po Křišťálové noci).

## Osobnosti města
- Moses Mendelssohn (1729–1786), německo-židovský filozof
- Heinrich Schwabe (1789–1875), astronom
- Wilhelm Müller (1794–1827), pozdně romantický básník
- Walter Gropius (1883–1969), architekt a zakladatel Bauhausu
- Kurt Weill (1900–1950), hudební skladatel
- Thomas Kretschmann (* 1962), herec a bývalý plavec

## Partnerská města
- Argenteuil, Francie
- Gliwice, Polsko
- Ibbenbüren, Německo
- Klagenfurt am Wörthersee, Rakousko
- Ludwigshafen, Německo
- Nemenčinė, Litva
- Roudnice nad Labem, Česko